# セベニーコ (駆逐艦)
| 画像をアップロード |                                                                                                 |
| 艦歴               |                                                                                                 |
| 発注               | ロワール造船所                                                                                  |
| 起工               | 1936年                                                                                          |
| 進水               | 1937年                                                                                          |
| 竣工               | 1939年                                                                                          |
| 除籍               | 1943年                                                                                          |
| その後             | 1943年9月8日ドイツ軍が接収                                                                      |
| 要目               |                                                                                                 |
| 排水量             | 基準 1,530 トン、満載 1,655 トン                                                                |
| 全長               | 96.4 m                                                                                          |
| 全幅               | 8.4 m                                                                                           |
| 吃水               | 3.4 m                                                                                           |
| 機関               | ヤーロー式重油専焼水管缶3基+カーチス式ギヤード・タービン2基2軸推進40,000馬力                    |
| 速力               | 38.0ノット                                                                                      |
| 航続距離           | 1,200海里/16ノット                                                                              |
| 乗員               | 183名                                                                                           |
| 兵装               | 12センチ45口径単装砲5基 4センチ39口径単装砲4基 2センチ60口径単装砲8基 55cm魚雷発射管3連装2基6門 |

ベオグラード (Beograd) はユーゴスラビア海軍の駆逐艦。ベオグラード級。第二次世界大戦中にイタリアに捕獲されてセベニーコ (Sebenico) となり、イタリアの降伏後はドイツの手に渡ってTA43となった。

## 艦歴
ナントのAteliers et Chantiers de la Loireで建造。1936年起工。1937年12月23日進水。
1939年4月28日、スプリトに到着。まず、「ベオグラード」はイングランド銀行へ預けるユーゴスラビアの金準備の大半にあたるインゴット7344個をイギリスへと輸送した。1939年6月、正式に就役。
1941年4月6日、枢軸国軍によるユーゴスラビア侵攻が始まる。同日、コトル湾のDobrota付近でイタリア軍のJu87の攻撃を受けて「ベオグラード」は至近弾で右舷のタービンを破損した。ユーゴスラビアは4月17日に降伏し、「ベオグラード」はイタリアに捕獲された。
「ベオグラード」は「セベニーコ」と改名され、1941年7月14日にイタリア海軍で就役した。「セベニーコ」は船団護衛任務に106回従事するなどした。
ヴェネチアでの修理中にイタリア降伏となり、1943年9月11日にドイツによって捕獲され、「TA43」となった。
「TA43」は1945年4月30日にトリエステでユーゴスラビア人民軍の砲撃により沈められたとも、トリエステで5月1日に自沈した
ともいわれる一方、Zvonimir Freivogelは次のように書いている。
1945年4月30日から5月1日の夜、「TA43」は「TA40」とともにプーラのドイツ軍救出に派遣されたが、「TA43」での故障発生により2隻はトリエステへ引き返すこととなった。その後、乗員の手によって沈められたというが、「TA43」では自沈命令は実行されず、クロアチア人水兵が乗り込んでパルチザンに対する抵抗を続け、最終的に5月2日に自沈した。